# Исхой (Дания)
Исхой — город в Дании с населением 20017 человек (2015). Находится в коммуне Исхой в Ховедстадене.

## Географическое положение
Город находится на побережье в пригороде Копенгагена и является частью городского района. От Копенгагена Исхой находится на 18 км.

## Культура и население
В городе есть гимназия Судкустен, пляж, пристань, музей Аркен, автобусная станция. В 2011-2012 годах было построено 97 квартир и несколько магазинов возле побережья. В Исхой много иммигрантов. Это связано тем, что в 1960–80-е годы в город приезжало много рабочих. В городе примерно 37,5% считают себя потомками иммигрантов.

## История
Исхой изначально был деревней. В 1682 году в деревне было 20 ферм и 14 домов. Деревня была расположена далеко от залива Кёге.

## Известные люди
Хелле Торнинг-Шмитт, бывший Премьер-министр Дании

## Города-побратимы
- Сведала
- Тзеребина
- Ханинге
- Чиханбейли
- Бад Салзунген